# Теория перспектив
Теория перспектив — экономическая теория в поведенческой экономике, описывающая поведение людей при принятии решений, связанных с рисками, при выборе среди вариантов с известными вероятностями.

## Общие сведения
Теория перспектив описывает то, как люди выбирают между альтернативами, вероятности различных исходов в которых известны. Каждый возможный исход имеет определенную вероятность возникновения и ценность, которую человек определяет субъективным образом. Ценности могут быть как положительными, так и отрицательными. Во втором случае ценности являются для человека потерями. Теория перспектив делает акцент на субъективизме и гласит, что люди склонны переоценивать низкие вероятности возникновения альтернатив и недооценивать высокие вероятности. Теория утверждает, что люди принимают решения на основании потенциальных выигрышей и потерь, используя определенные эвристики. При этом теория описательна: она моделирует решения, принимаемые в реальной жизни, а не оптимальные решения, следующие из известных вероятностей известных выигрышей и потерь.

## История
Авторы теории перспектив — Даниэль Канеман и Амос Тверски, их статья «Prospect Theory: An Analysis of Decision under Risk» с подробным изложением теории опубликована в 1979 г., затем они доработали свою теорию и опубликовали уточнения в 1992 г. в статье «Advances in Prospect Theory : Cumulative Representation of Uncertainty». Отталкиваясь от эмпирических наблюдений и свидетельств, авторы описывают, как индивидуумы оценивают потери и выигрыши. В оригинальной формулировке термин «перспектива» относился к лотерее.
За теорию перспектив Канеман получил в 2002 году Нобелевскую премию по экономике.
Исходная работа Канемана и Тверски имела методологические недостатки. В 2020 году опубликованы результаты качественного исследования, которое подтвердило выводы теории перспектив на выборке мощностью 4098 человек из разных стран и культур (жители 19 стран, говорящие на 13 языках).
Поведенческая экономика начала своё зарождение за много лет до возникновения теории перспектив.
До теории перспектив её место занимала Теория ожидаемой полезности, основу которой разработали Джон фон Нейман и Оскар Моргенштерн, опубликовавшие в 1944 году монографию Теория игр и экономическое поведение (англ. Theory of Games and Economic Behavior).
Теория ожидаемой полезности была критикуема из-за своих недостатков. К примеру, она совсем не учитывает такое явление как избегание рисков. Избегание рисков — это следствие того, что люди переоценивают маленькие вероятности и недооценивают большие. Теория ожидаемой полезности это явление не принимает в расчет. 
Предположим, что два человека обладают одинаковым состоянием в $1 млн. Теория ожидаемой полезности гласит, что раз так, то они оба должны быть одинаково счастливы. Однако, может быть так, что первый человек остался с состоянием в $1 млн после того, как потерял $1 млн (то есть у него было $2 млн), а второй человек заимел состояние в $1 млн, имев до этого только $500 и заработав $999,500. Конечно, они не могут быть одинаково довольны. 
Теория ожидаемой полезности не рассматривает такие случаи, просто ставя знак равенства между счастьем и количеством денег на данный момент времени. Теория перспектив исправила данное упущение, и поэтому вышла на первый план благодаря своей лучшей точности моделирования реальных ситуаций.
С теорией перспектив связан эффект уверенности (англ. Certainty effect).

## Модель теории
Теория в основном разделена на две стадии, редактирование (editing) и оценка (evaluation). На первой различные выборы упорядочены вслед за некоторыми эвристическими наблюдениями, чтобы позволить оценочной фазе быть более простой. Оценки субъективной ценности потерь и выигрышей даются относительно некоторой точки отсчёта. Функция субъективной ценности, которая проходит через эту точку, имеет s-образный вид. На данной функции на этапе редактирования расставляются альтернативы. В зоне убытков функция более круто уходит вниз. Эта асимметричность объясняется тем, что люди тяжелее воспринимают потери, чем радуются от таких же выигрышей (неприятие потери). Некоторые типы поведения наблюдаемые в экономике, такие как эффект расположения или обращение неприятие риска / стремление к риску в случае выигрышей или потерь (называемое «эффект отражения»), также могут быть объяснены на основе теории перспектив.
Формула, которую Канеман и Тверски предлагают для использования на этапе оценки, выглядит следующим образом:
{\displaystyle V=\sum _{i=1}^{N}\pi (p_{i})v(x_{i})}
По этой формуле вычисляются ценности (полезности) каждой возможной альтернативы. Альтернатива с наибольшей ценностью в итоге выбирается человеком как предпочтительная.
Пояснение: пусть у альтернативы {\displaystyle A} есть {\displaystyle N} возможных исходов, каждый исход {\displaystyle i} имеет свою вероятность {\displaystyle p_{i}}. {\displaystyle x_{i}} — это значение исхода на горизонтальной оси функции ценности (ось убыток/прибыль), а {\displaystyle v(x)} — сама функция ценности. Функция {\displaystyle \pi (p_{i})} — это функция коррекции вероятности (или функция субъективной вероятности), которая несет в себе тот смысл, что люди недооценивают большие вероятности, но переоценивают маленькие.
Тогда ценностью альтернативы будет сумма произведений субъективной вероятности каждого исхода на значение этого исхода на функции ценности. И чем выше ценность альтернативы, тем больше её предпочтительность в глазах человека, принимающего решение.
Функция {\displaystyle \pi (p_{i})} коррекции вероятности своими свойствами указывает на то, как человек думает во время принятия решений в условиях риска: маленькие вероятности человеку кажутся «не такими уж маленькими», а большие вероятности кажутся «не такими уж большими». Иными словами {\displaystyle \pi (0.01)} будет (возможно, на порядок) больше, чем {\displaystyle 0.01}, но {\displaystyle \pi (0.99)} будет меньше, чем {\displaystyle 0.99}. Для человека вероятность {\displaystyle 0.01} — это «намного больше», чем вероятность {\displaystyle 0}, однако вероятности {\displaystyle 0.4} и {\displaystyle 0.5} человек воспринимает как примерно одинаково возможные.
Однако {\displaystyle \pi (0)=0} и {\displaystyle \pi (1)=1}. Это связано с тем, что человек явно не будет завышать ожидания того, что произойдет событие, если оно гарантированно не может произойти, а также не будет занижать ожидания события, которое гарантированно произойдет.
Нет точной «границы», на которой вероятность из раздела маленьких переходит в раздел больших, но Канеман и Тверски в своей статье предлагают ориентироваться на вероятность {\displaystyle 0.33} как такую «границу».

## Пример
Представьте, что вы решаете, купить страховку или нет. Вероятность того, что несчастный случай произойдет, равна 1 %. Если вы не выберете страховку, то потеряете в таком случае $1000. Страховой взнос единоразовый — $15. Что вы выберете — взять страховку или нет?
Пусть базовой точкой отсчета будет финансовое положение на текущий момент. У вас есть две альтернативы:
1) Точно заплатить $15 за страховку, либо
2) Не брать страховку, и с вероятностью 1 % вы потеряете $1000, и с вероятностью 99 % вы ничего не потеряете.
Рассчитаем ценности обеих альтернатив с помощью формулы, данной выше. В первом случае имеем {\displaystyle V=\pi (1)*v(-15)=v(-15)}, так как {\displaystyle \pi (1)=1}.
Во втором случае имеем {\displaystyle V=\pi (0.01)*v(-1000)+\pi (0.99)*v(0)=\pi (0.01)*v(-1000)}, так как {\displaystyle v(0)=0} согласно свойствам функции ценности.
Попробуем сравнить эти две величины — {\displaystyle v(-15)} и {\displaystyle \pi (0.01)*v(-1000)}. Согласно теории перспектив, {\displaystyle \pi (0.01)>0.01}, так как низкие вероятности обычно преувеличиваются, и {\displaystyle v(-15)/v(-1000)>0.015}, так как в области потерь функция выпукла. Предположив, что {\displaystyle \pi (0.01)} на порядок больше {\displaystyle 0.01}, мы получим, что {\displaystyle \pi (0.01)>v(-15)/v(-1000)}, и поэтому {\displaystyle \pi (0.01)*v(-1000)<v(-15)}. Здесь мы видим, что {\displaystyle v(-15)} имеет бо̀льшую ценность, поэтому индивид выберет данную альтернативу, то есть выберет страховку.
Таблица ниже называется четырехкратной манерой отношения индивидов к риску:
|          | Маленькая вероятность | Средняя и большая вероятность |
| -------- | --------------------- | ----------------------------- |
| Выигрыш  | Склонность к риску    | Избегание риска               |
| Проигрыш | Избегание риска       | Склонность к риску            |

Она иллюстрирует то, как ведут себя люди в зависимости от возможной вероятности исхода и того, является исход для них выигрышным или нет.

## Следствия теории
Важное следствие теории перспективы (теория оформления сделки) заключается в том, что на способ, которым экономические агенты субъективно, опираясь на собственное мнение, оформляют результат или сделку, влияет субъективная ценность (полезность), которую они ожидают получить. Этот аспект теории перспективы, в частности широко использовался в поведенческой экономике и «ментальном бухгалтерском учете». Теория оформления и теория перспектив были применены к разнообразному диапазону ситуаций, которые кажутся непоследовательными со стандартной экономической рациональной точки зрения: «загадка премиальных акций», «статус-кво отклонение», различные азартные игры и «загадки заключения пари», «интертемпоральное потребление» и «эффект снабжения».
Другое возможное следствие теории перспектив для экономики — то, что полезность может быть базовой точкой отсчета, в отличие от аддитивных функций полезности, лежащих в основе большой части «неоклассической экономики». Эта гипотеза совместима с психологическими исследованиями счастья, которые открыли, что субъективные меры благосостояния относительно устойчивы в течение долгого времени, даже перед лицом больших увеличений благосостояния (Easterlin, 1974; Франк, 1997).
Оригинальная версия теории перспектив дала начало нарушениям доминирования первого порядка. Таким образом, одна перспектива могла бы быть предпочтена другой, даже если бы это привело к худшему результату с вероятностью единица. Фаза редактирования преодолела эту проблему, но за счёт представления нетранзитивности в предпочтениях. Пересмотренная версия, названная совокупной теорией перспектив преодолела эту проблему при использовании вероятностной взвешенной функции, выведенной из теории ранго-зависимой ожидаемой полезности. Совокупная теория перспектив может также использоваться для бесконечно многих или даже непрерывных результатов (например, если результат может быть любым вещественным числом).